# هربستوسور
هربستوسور (نام علمی: Herbstosaurus) نام یک سرده از زیرراسته بال‌انگشتی‌سانان است.